# Уэринг
Уэринг — самый восточный мыс острова Врангеля.
Представляет собой нагромождение обрывистых скал, высокой стеной протянувшихся на несколько километров вдоль побережья Чукотского моря. Сложен из сланцев, известняков и песчаников, пронизанных кварцевыми и кальцитовыми жилами. Имеются выходы хрусталя, яшмы и малахита.
Максимальная высота составляет 221 м над уровнем моря.
Назван в 1881 году командой американского корабля «Роджерс» в честь члена экипажа — лейтенанта Уэринга, который первым здесь высадился.
На скалах мыса находится крупнейший птичий базар общим количеством гнездящихся птиц около 200 тыс. особей. По численности лидируют толстоклювая кайра (около 25 тыс. пар) и моевка, также полярный чистик, берингов баклан, бургомистр, ипатка и топорок. Фиксировалось появление краснокнижной розовой чайки.
У подножия обрывов собираются моржовые лежбища.